# Ulf Kristiansson
Ulf Kristiansson (* 5. Juni 1983) ist ein schwedischer Fußballtrainer. Seit der Spielzeit 2025 ist er gemeinsam mit Fredrik Landén Cheftrainer von IF Brommapojkarna.

## Sportlicher Werdegang
Kristiansson war ab Beginn der 2000er Jahre als Jugendtrainer für verschiedene Stockholmer Vereine tätig, dabei betreute er die Nachwuchsmannschaften von AIK, Hammarby IF und BK Forward. 2005 war er parallel Trainerassistent beim Amateurklub FC Café Hälls, 2006 bis 2007 Cheftrainer bei Stene IF. Während der Allsvenskan-Spielzeit 2007 war er parallel als Video- und Spielanalyst bei Örebro SK tätig. Im Laufe des Jahres engagierte ihn der Svenska Fotbollförbundet, wo er fortan als Video- und Spielanalyst zum Funktionsteam von Lars Lagerbäck und dessen Nachfolger Erik Hamrén bei der schwedischen Nationalmannschaft gehörte. Während der Weltmeisterschaft 2010, für die sich Schweden nicht qualifiziert hatte, unterstützte er Lagerbäck bei dessen Tätigkeit als Nationaltrainer Nigerias. Ab 2011 war er parallel Trainer der schwedischen U-19-Juniorinnen.
Kurz nach Beginn der Spielzeit 2013 kehrte Kristiansson als Trainerassistent von Andreas Alm zu AIK in die Allsvenskan zurück. Anfang 2016 kehrte er zum schwedischen Verband zurück und betreute die U-15- und U-17-Auswahlmannschaften, ehe er 2018 als Auswahltrainer die schwedische U-23-Auswahlmannschaft und das schwedische „Future Team“ übernahm.
Mit Beginn am 1. Februar 2021 kehrte er als Trainerassistent zu Örebro SK zurück. Bereits nach einem halben Jahr verließ er den Erstligaklub erneut, um beim im Abstiegskampf befindlichen Drittligisten Hammarby Talang FF den Cheftrainerposten zu übernehmen. Auf dem zwölften Tabellenplatz liegend schaffte er am Ende der Spielzeit 2021 mit dem Klub den Klassenerhalt. Dennoch verließ er den Klub und heuerte im Januar des folgenden Jahres als Teil eines Trainerduos mit Thomas Mårtensson mit einem Zwei-Jahres-Kontrakt ausgestattet beim in der Damallsvenskan antretenden Vittsjö GIK an. Mit dem Klub belegte er in den folgenden beiden Spielzeiten Plätze im vorderen Mittelfeld.
Anfang 2024 schloss sich Kristiansson als Trainer der U-19-Mannschaft dem Stockholmer Klub IF Brommapojkarna an. Nachdem die Verträge des bisherigen Cheftrainerduos Olof Mellberg und Andreas Engelmark ausgelaufen und nicht verlängert worden waren, beförderte ihn der Klub Anfang Dezember 2024 als Teil eines Trainerduos mit dem von IFK Norrköping verpflichteten Fredrik Landén.